# Ōmi-jingū
Ōmi-jingū 近江神宮) est un sanctuaire shinto situé dans la ville de Ōtsu (préfecture de Shiga). Il est fondé en 1940 (2 600e année de la création de l'empire par le légendaire empereur Jinmu) et fait partie des chokusaisha.
Le kami le plus important de Ōmi-jingū est l'empereur Tenji qui déplace la capitale du Japon en 667 d'Asuka-kyō (aujourd'hui Asuka) vers Ōmi-kyō (actuelles Ōtsu).
La fête annuelle (例祭, Reisai) du sanctuaire se tient le 20 avril.
Chaque 10 juin est commémorée à l'occasion de la fête du temps (時の記念日, Toki-no-ki-nembi) l'invention de la clepsydre par l'empereur Tenji.
Le championnat national de karuta compétitif se tient dans ce sanctuaire. L'empereur Tenji fut à l'origine du premier poème de la série des 100 cartes constituant le Ogura hyakunin isshu avec lequel les participants compétitionnent. Le festival Karuta matsuri prend place tous les ans en janvier, la première fin de semaine suivant le Nouvel An. Le grand champion portera le titre de meijin (« maître », division des hommes) et de queen (« reine », division des femmes). Un grand champion qui remporte sept années obtient le Eternal Master. Le championnat à l'intention des élèves se tient chaque année en juillet.
Sur les 20 hectares du sanctuaire se trouve également un musée de l'horlogerie où sont exposées quelque 3 000 pièces parmi lesquelles une horloge à eau construite par l'empereur Tenji qui passe pour la plus ancienne horloge hydraulique au Japon.

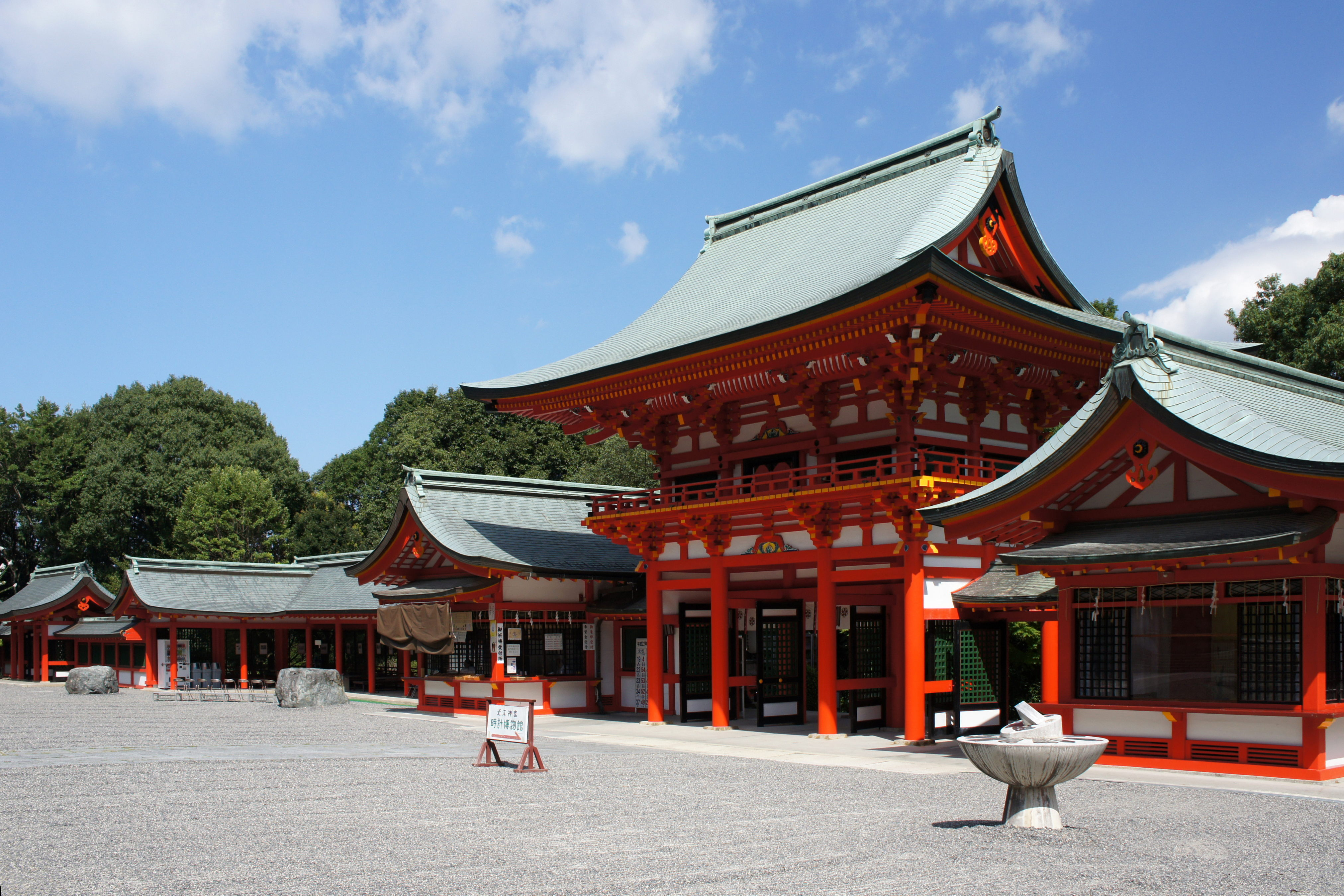
Le rōmon.
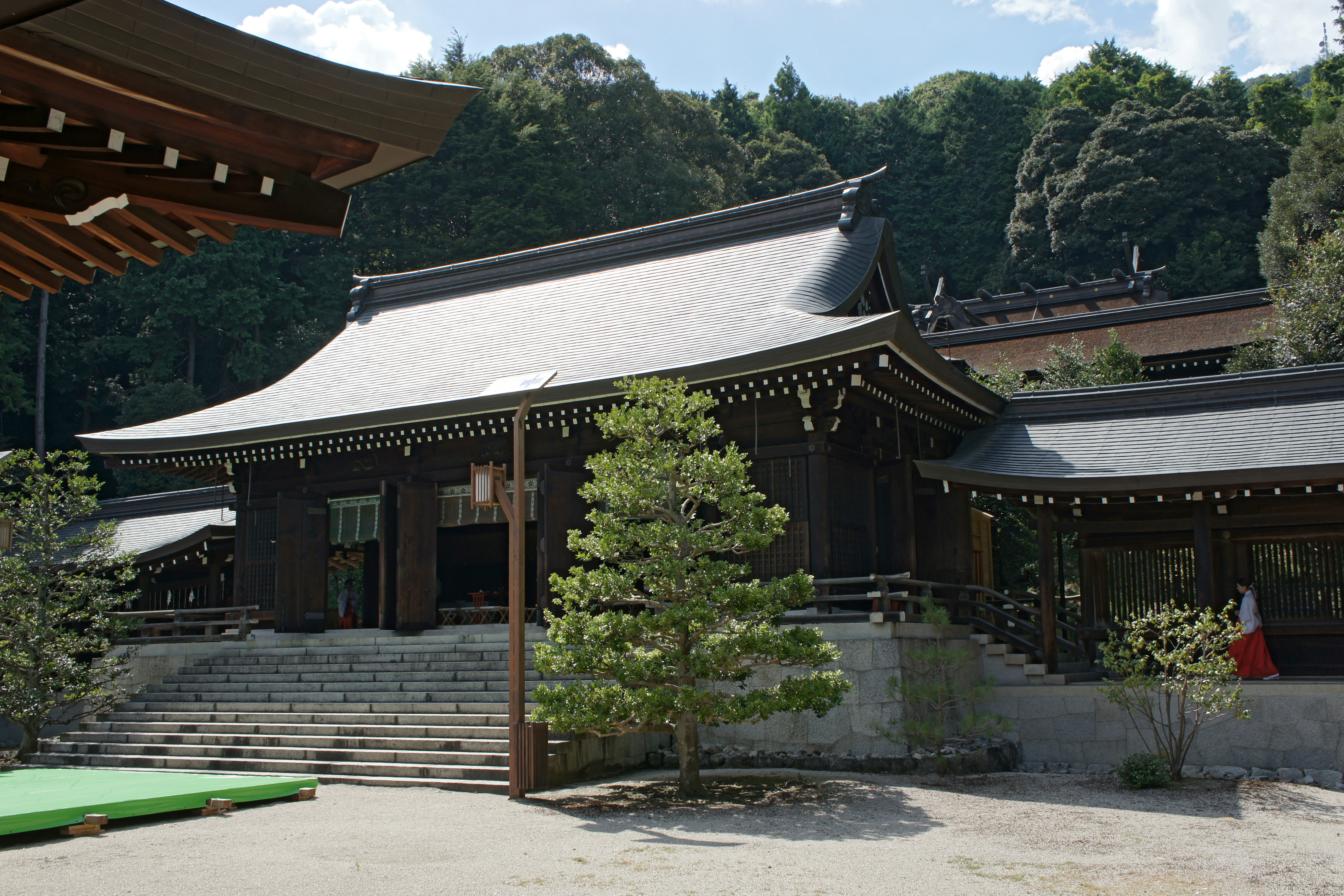
Le haiden.